# 29 de junho
29 de junho é o 180.º dia do ano no calendário gregoriano (181.º em anos bissextos). Faltam 185 dias para acabar o ano.

## Eventos históricos

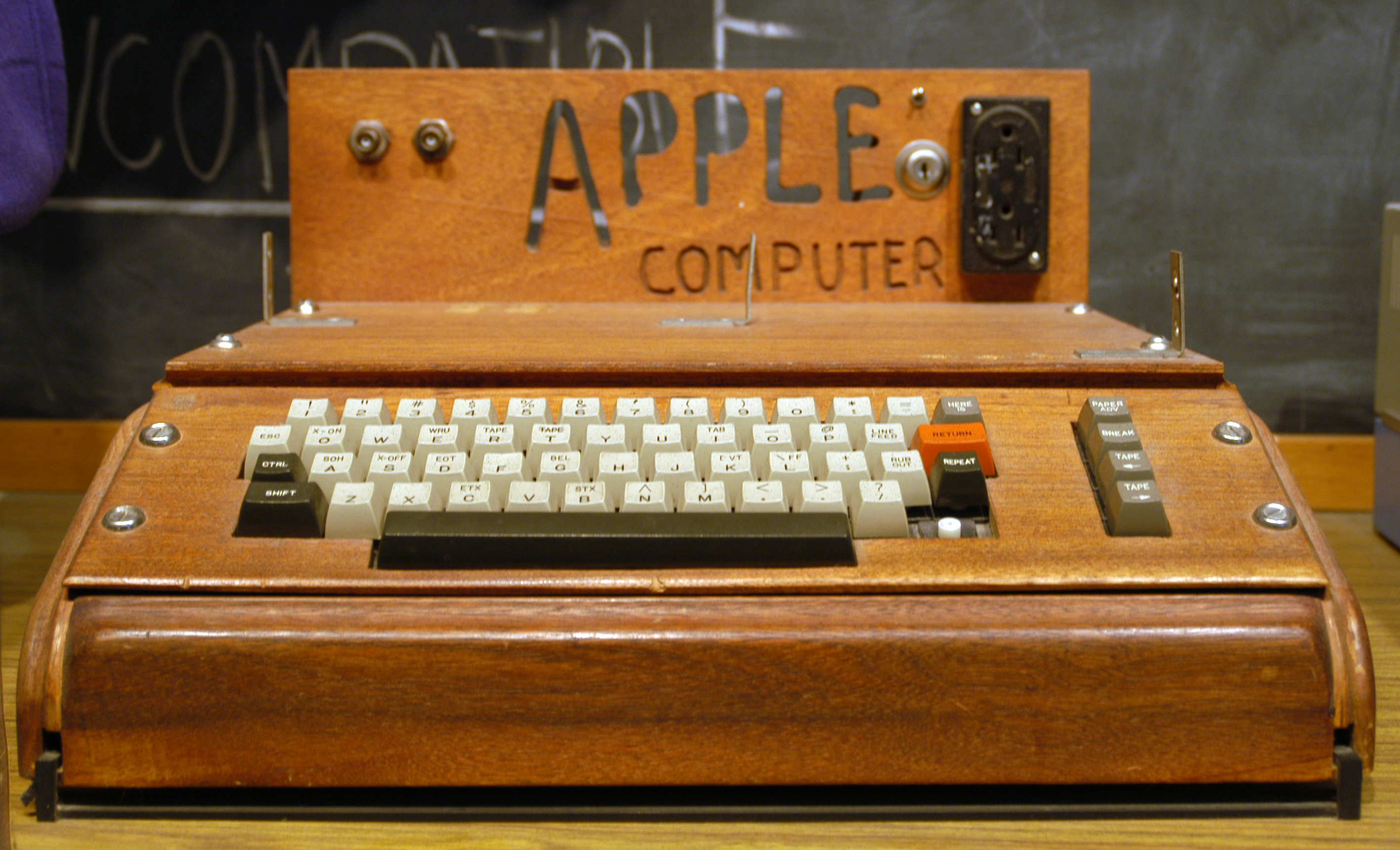
1975: Computador Apple I totalmente montado com um estojo caseiro de madeira

- 0226 — Cao Rui sucede a seu pai como imperador de Wei.
- 1149 — Raimundo de Poitiers é derrotado e morto na Batalha de Inabe por Noradine.
- 1194 — Sverre é coroado rei da Noruega.
- 1444 — Skanderbeg derrota uma força de invasão otomana em Torvioll.
- 1457 — A cidade holandesa de Dordrecht é devastada por um incêndio.
- 1534 — Jacques Cartier é o primeiro europeu a chegar à Ilha do Príncipe Eduardo.
- 1613 — O Globe Theatre, em Londres, onde William Shakespeare apresentou suas peças, é destruído por um incêndio.
- 1620 — A coroa inglesa proíbe o cultivo de tabaco na Inglaterra, dando à Virginia Company um monopólio em troca de um imposto de um xelim por libra.[1]
- 1659 — Na Batalha de Konotop, os exércitos ucranianos de Ivan Vyhovsky derrotam os russos liderados pelo príncipe Aleksey Trubetskoy.
- 1720 — Revolta de Filipe dos Santos, em Vila Rica, Minas Gerais.
- 1764 — Um dos tornados mais fortes da história atinge Woldegk, na Alemanha, matando uma pessoa enquanto destrói várias casas, com uma classificação F5 na escala Fujita, com ventos estimados em mais de 480 km/h.[2]
- 1807 — Guerra Russo-Turca: o almirante Dmitry Senyavin destrói a frota otomana na Batalha de Athos.[3]
- 1850 — Autocefalia oficialmente concedida pelo Patriarcado Ecumênico de Constantinopla à Igreja da Grécia.
- 1864 — Pelo menos 99 pessoas, a maioria imigrantes alemães e poloneses, morrem no pior desastre ferroviário do Canadá depois que um trem não consegue parar em uma ponte levadiça aberta e cai no Rivière Richelieu perto de St-Hilaire, Quebec.[4]
- 1874 — O político grego Charilaos Trikoupis publica um manifesto no jornal Kairoi de Atenas intitulado "De quem é a culpa?" nivelar queixas contra o rei George. Trikoupis é eleito primeiro-ministro da Grécia no próximo ano.
- 1880 — França anexa o Taiti, renomeando o então independente Reino do Taiti para Etablissements de français de l'Océanie.
- 1881 — No Sudão, Maomé Amade se declara o Mádi, o redentor messiânico do Islã.
- 1888 — George Edward Gouraud grava Israel no Egito de Handel em um cilindro de fonógrafo, considerada por muitos anos a mais antiga gravação de música conhecida.
- 1916 — O diplomata britânico Roger Casement, que se tornou nacionalista irlandês, é condenado à morte por seu papel na Revolta da Páscoa.
- 1919 — É nomeado em Portugal o 21.º governo republicano, chefiado pelo presidente do Ministério Alfredo de Sá Cardoso.
- 1945 — A União Soviética anexa a Transcarpátia.
- 1950 — Guerra da Coréia: o presidente dos Estados Unidos, Harry S. Truman, autoriza um bloqueio marítimo da Coréia.
- 1952 — O primeiro concurso de Miss Universo é realizado. Armi Kuusela da Finlândia ganha o título.
- 1958 — A seleção brasileira, conquista sua primeira Copa do Mundo.
- 1970 — Aberto o Museu de Arte Sacra de São Paulo é uma das principais instituições brasileiras voltadas ao estudo, conservação e exposição de objetos relacionados à arte sacra.
- 1971 — Antes da reentrada (após uma permanência recorde a bordo da estação espacial Salyut 1 da União Soviética), a cápsula da tripulação da espaçonave Soyuz 11 despressuriza, matando os três cosmonautas a bordo. Georgy Dobrovolsky, Vladislav Volkov e Viktor Patsayev são os primeiros humanos a morrer no espaço.[5]
- 1974
  - Mikhail Baryshnikov deserta da União Soviética para o Canadá durante uma turnê com do Ballet Kirov.[6]
  - A vice-presidente Isabel Perón assume poderes e funções como presidente interina da Argentina, enquanto seu marido, o presidente Juan Perón, está com uma doença terminal.
- 1975 — Steve Wozniak testa seu primeiro protótipo do computador Apple I.
- 1976 — As Seicheles se tornam independentes do Reino Unido.
- 1995
  - Programa do ônibus espacial: Missão STS-71 (Atlantis) acopla pela primeira vez com a estação espacial russa Mir.
  - A loja de departamentos Sampoong desmorona no distrito de Seocho, em Seul, na Coreia do Sul, matando 501 pessoas e ferindo 937.
- 2002 — Confrontos navais entre a Coreia do Sul e a Coreia do Norte levam à morte seis marinheiros sul-coreanos e ao afundamento de um navio norte-coreano.
- 2007 — A Apple Inc. lança seu primeiro celular, o iPhone.
- 2014 — O Estado Islâmico do Iraque e do Levante se autodenomina califado da Síria e do norte do Iraque.
- 2020 — Ataque à Bolsa de Valores do Paquistão em Carachi deixa oito pessoas mortas e outras sete feridas.[7]

## Nascimentos

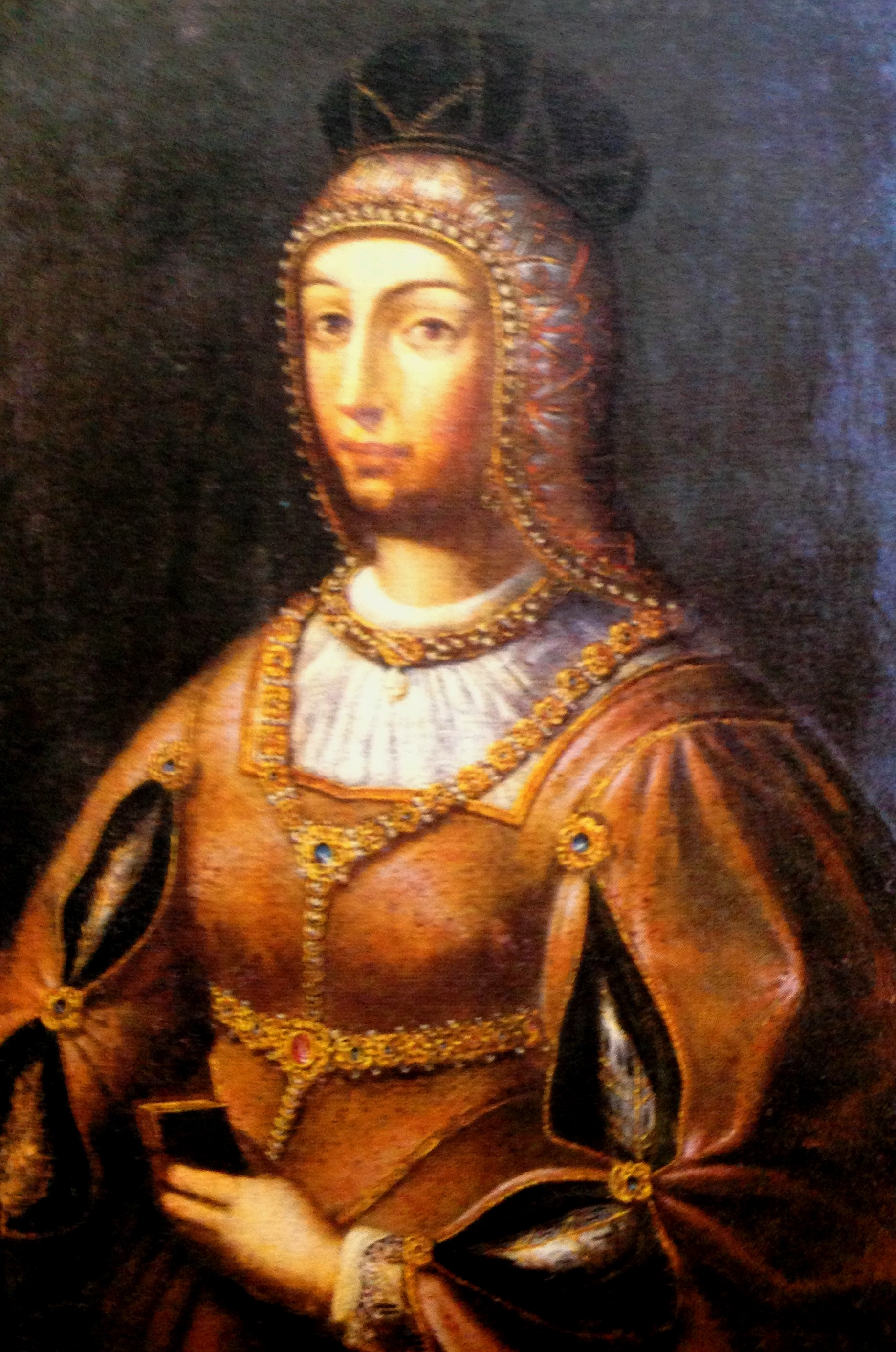
Maria de Aragão e Castela, Rainha de Portugal

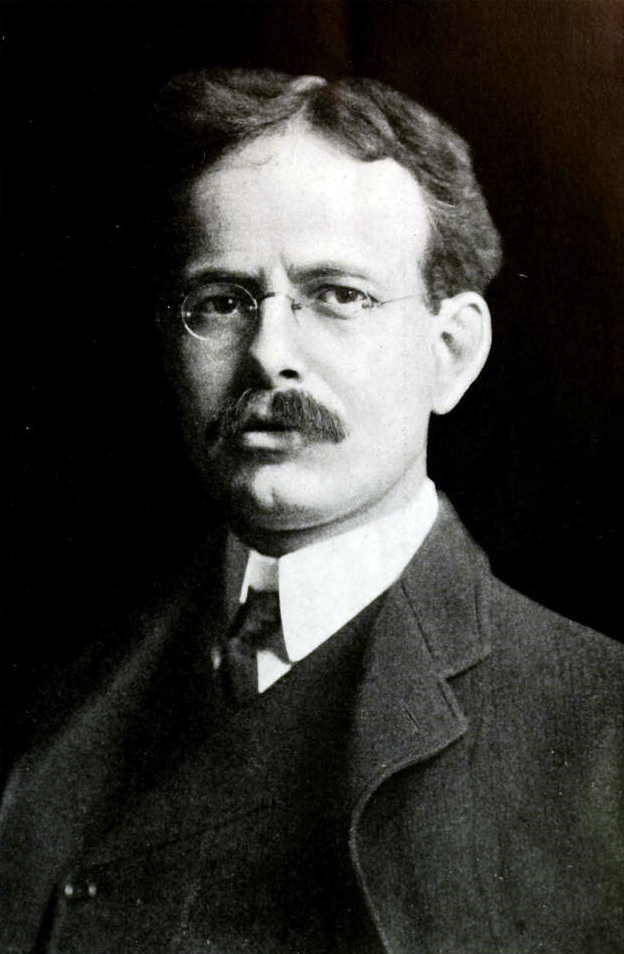
George Ellery Hale

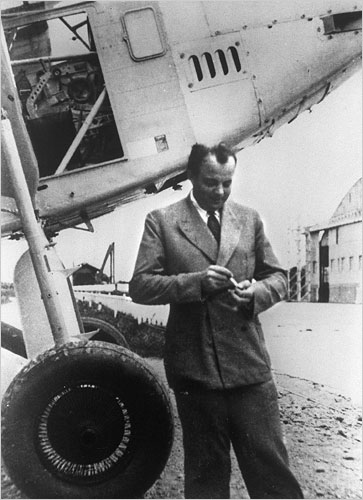
Antoine de Saint-Exupéry

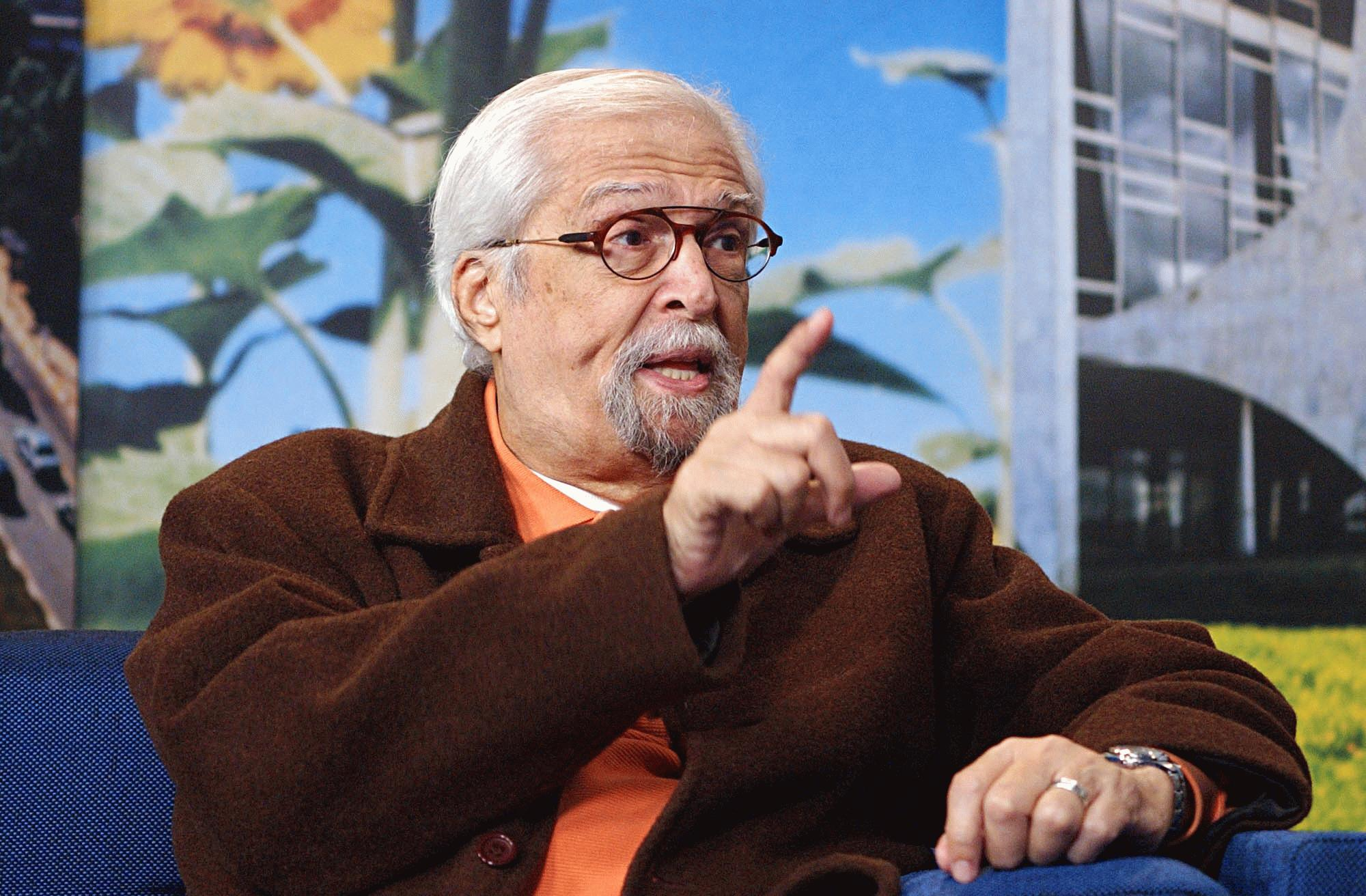
Sérgio Britto

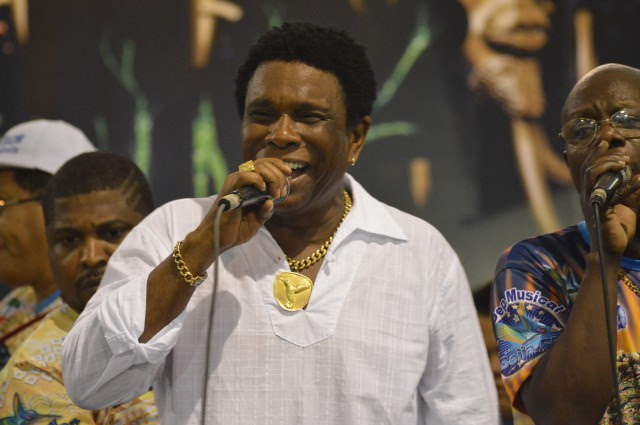
Neguinho da Beija-Flor

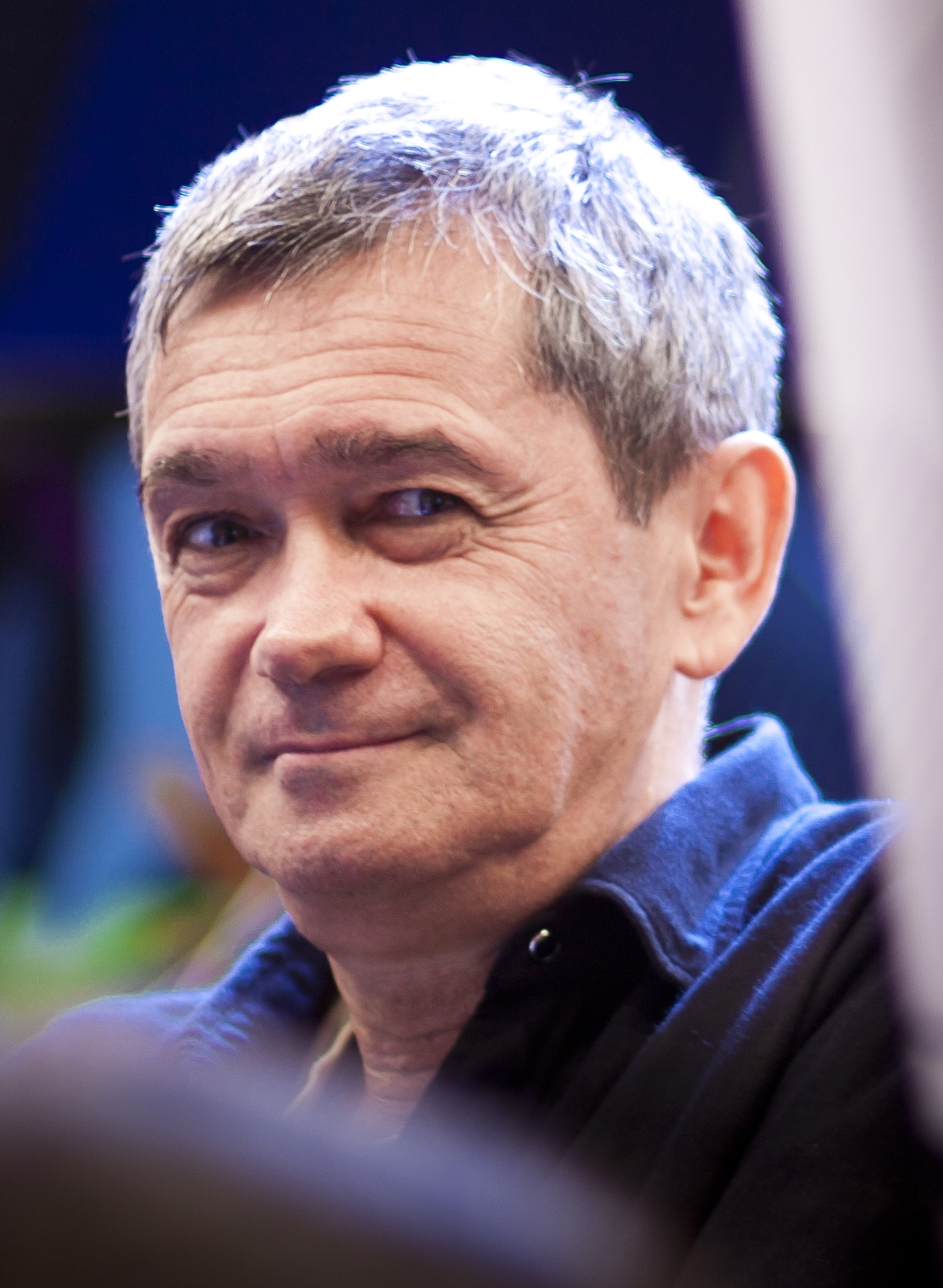
Serginho Groisman

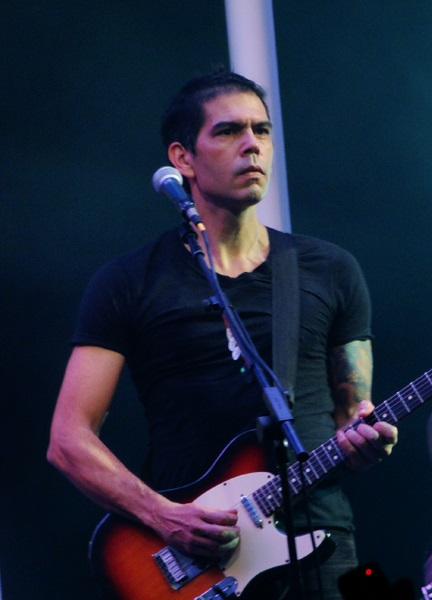
Dado Villa-Lobos

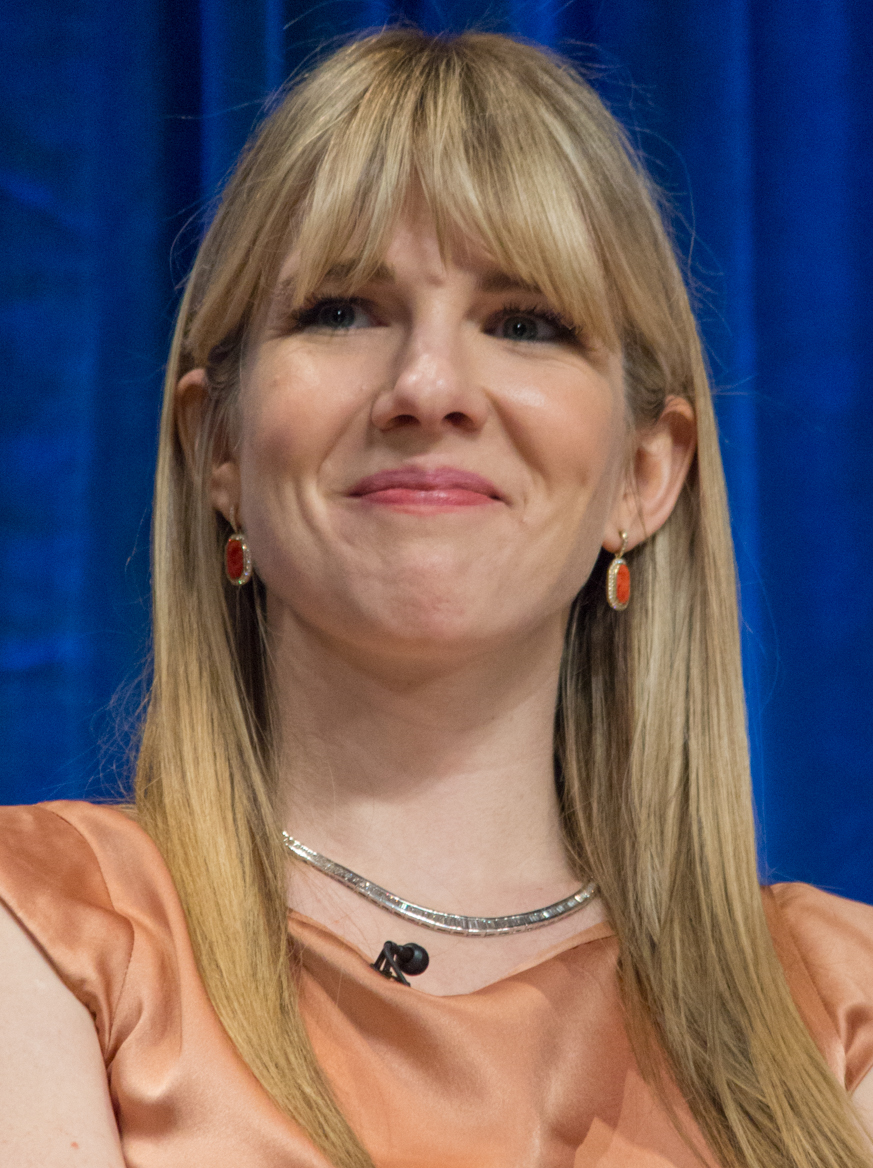
Lily Rabe

### Anteriores ao século XIX
- 1136 — Petronila de Aragão (m. 1173).
- 1318 — Iúçufe I de Granada (m. 1354).
- 1397 — João II de Aragão (m. 1479).
- 1475 — Beatriz d'Este, duquesa de Bari e Milão (m. 1497).
- 1482 — Maria de Aragão e Castela, Rainha de Portugal (m. 1517).
- 1517 — Rembert Dodoens, médico e botânico flamengo (m. 1585).
- 1543 — Cristina de Hesse, duquesa de Holsácia-Gottorp (m. 1604).
- 1546 — Doroteia da Dinamarca (m. 1617).
- 1596 — Go-Mizunoo, imperador do Japão (m. 1680).
- 1725 — Maria Teresa Cybo-Malaspina, duquesa de Massa e Carrara (m. 1790).
- 1774 — Amália de Hesse-Homburgo, princesa hereditária de Anhalt-Dessau (m. 1846).
- 1784 — Alejandro María Aguado, militar e banqueiro espanhol (m. 1842).
- 1786 — Pedro Juan Caballero, político paraguaio (m. 1821).
- 1793 — Josef Ressel, inventor austríaco (m. 1857).
- 1798
  - Giacomo Leopardi, poeta italiano (m. 1837).
  - Willibald Alexis, escritor alemão (m. 1871).

### Século XIX
- 1801
  - Carlos da Prússia (m. 1883).
  - Pedro Santana, político e militar dominicano (m. 1864).
- 1833 — Peter Waage, químico norueguês (m. 1900).
- 1842 — Josef Labor, compositor e músico tcheco (m. 1924).
- 1844 — Pyotr Tkachev, escritor russo (m. 1886).
- 1849
  - Pedro Montt, advogado e político chileno (m. 1910).
  - Serguei Witte, político russo (m. 1915).
- 1860 — Júlio de Castilhos, jornalista e político brasileiro (m. 1903).
- 1868 — George Ellery Hale, astrônomo estadunidense (m. 1938).
- 1873 — Leo Frobenius, etnólogo alemão (m. 1938).
- 1880 — Ludwig Beck, general alemão (m. 1944).
- 1881 — Louis Trousselier, ciclista francês (m. 1939).
- 1886
  - Robert Schuman, estadista francês (m. 1963).
  - Harry Lachman, pintor, cenógrafo e cineasta norte-americano (m. 1975).
- 1893
  - Aarre Merikanto, compositor finlandês (m. 1958).
  - Eduard Čech, matemático tcheco (m. 1960).
- 1900 — Antoine de Saint-Exupéry, aviador e escritor francês (m. 1944).

### Século XX

#### 1901–1950
- 1901 — Nelson Eddy, cantor e ator estadunidense (m. 1967).
- 1906
  - Heinz Harmel, militar alemão (m. 2000).
  - Pedro Raimundo, acordeonista, compositor e cantor regionalista brasileiro (m. 1973).
- 1908 — Leroy Anderson, compositor norte-americano (m. 1975).
- 1910 — Eric Houghton, futebolista e treinador de futebol britânico (m. 1996).
- 1911
  - Bernardo de Lippe-Biesterfeld, nobre neerlandês (m. 2004).
  - Bernard Herrmann, compositor estadunidense (m. 1975).
- 1914 — Rafael Kubelík, maestro e compositor tcheco (m. 1996).
- 1916 — Runer Jonsson, jornalista e escritor sueco (m. 2006).
- 1919 — Ernesto Corripio y Ahumada, cardeal mexicano (m. 2008).
- 1920 — Ray Harryhausen, produtor e diretor de animação norte-americano (m. 2013).
- 1921 — Harry Schell, automobilista norte-americano (m. 1960).
- 1922 — Ralph Burns, compositor norte-americano (m. 2001).
- 1923 — Sérgio Britto, ator, diretor, produtor e apresentador de televisão brasileiro (m. 2011).
- 1925 — Giorgio Napolitano, político italiano (m. 2023).
- 1926
  - Jaber Al-Ahmad Al-Sabah, emir kuwaitiano (m. 2006).
  - Bob Lavoy, jogador de basquete norte-americano (m. 2010).
- 1930
  - Anatoli Maslyonkin, futebolista russo (m. 1988).
  - Sachiko Hidari, atriz e cineasta japonesa (m. 2001).
- 1931 — Palmirinha, culinarista e apresentadora de televisão brasileira (m. 2023).
- 1933 — Gil de Roca Sales, maestro, compositor e arranjador musical brasileiro (m. 2024).
- 1936
  - David Jenkins, ex-patinador artístico norte-americano.
  - Kigeli V de Ruanda (m. 2016).
- 1937 — Yair Nossovsky, ex-futebolista israelense.
- 1938 — Acácio de Almeida, diretor de fotografia português.
- 1939 — Pietro Mário, ator, dublador e apresentador ítalo-brasileiro (m.2020)
- 1941
  - Gerson Camata, jornalista e político brasileiro (m. 2018).
  - Stokely Carmichael, ativista trinitário (m. 1998).
- 1942 — Pedro Ortaça, cantor e violonista brasileiro de música nativista.
- 1943
  - Pedro Pablo León, futebolista peruano (m. 2020).
  - Adelzonilton, compositor brasileiro (m. 2016).
- 1944
  - Gary Busey, ator norte-americano.
  - Sean Patrick O'Malley, cardeal norte-americano.
- 1945 — Chandrika Kumaratunga, política cingalesa.
- 1946
  - José Rico, cantor brasileiro (m. 2015).
  - Egon von Fürstenberg, estilista, designer e banqueiro alemão (m. 2004).
  - Ernesto Pérez Balladares, político panamenho.
- 1948
  - Pedro Paulo Rangel, ator brasileiro (m. 2022).
  - Ian Paice, músico britânico.
- 1949 — Neguinho da Beija-Flor, cantor e compositor brasileiro.
- 1950
  - Serginho Groisman, jornalista e apresentador de televisão brasileiro.
  - Lucia Hippolito, jornalista e cientista política brasileira (m. 2023).
  - Sal Piro, ator, diretor de teatro e professor norte-americano (m. 2023).

#### 1951–2000
- 1952 — Don Carlos, cantor jamaicano.
- 1953 — Colin Hay, músico britânico.
- 1954
  - Júnior, ex-futebolista e comentarista esportivo brasileiro.
  - Marcello Viotti, maestro suíço (m. 2005).
- 1956
  - Nick Fry, empresário britânico.
  - Pedro Santana Lopes, advogado e político português.
- 1957
  - María Conchita Alonso, atriz e cantora cubana.
  - Gurbanguly Berdimuhammedow, político turcomeno.
- 1958
  - Rosa Mota, ex-atleta portuguesa.
  - Ivan Kley, tenista brasileiro (m. 2025).
  - Ralf Rangnick, treinador de futebol e dirigente esportivo alemão.
- 1959
  - Gary Rydstrom, cineasta e sonoplasta norte-americano.
  - P. Lion, cantor, músico e produtor musical italiano.
- 1960 — Luiz Onmura, judoca brasileiro (m. 2024).
- 1961
  - Greg Hetson, músico norte-americano.
  - Sharon Lawrence, atriz norte-americana.
  - Víctor Genés, futebolista e treinador de futebol paraguaio (m. 2019).
- 1962
  - Amanda Donohoe, atriz britânica.
  - Joan Laporta, advogado, dirigente esportivo e político espanhol.
- 1964 — Tereza Seiblitz, atriz brasileira.
- 1965
  - Dado Villa-Lobos, cantor, compositor e músico brasileiro.
  - László Fidel, ex-canoísta húngaro.
- 1967
  - John Feldmann, músico norte-americano.
  - Efraim Medina Reyes, escritor colombiano.
  - Eskil Suter, ex-motociclista suíço.
- 1968 — Brian d'Arcy James, ator norte-americano.
- 1970 — Angelika Mlinar, política austríaca.
- 1971 — Cléber Chalá, ex-futebolista equatoriano.
- 1972
  - Cristina Pîrv, ex-jogadora de vôlei romena.
  - Donald Calloway, sacerdote e escritor católico estadunidense.
  - Pedro Manso, humorista brasileiro.
  - Ana Mendes Godinho, política e jurista portuguesa.
  - Samantha Smith, ativista norte-americana (m. 1985).
- 1973 — George Hincapie, ex-ciclista norte-americano.
- 1974 — Valdeno Brito, automobilista brasileiro.
- 1975
  - Leandro Vuaden, ex-árbitro de futebol brasileiro.
  - Oleksandr Horyainov, ex-futebolista ucraniano.
- 1976 — Adriane Lopes, política e advogada brasileira.
- 1977
  - Pedrinho, ex-futebolista e dirigente esportivo brasileiro.
  - Zuleikha Robinson, atriz britânica.
  - Cristian Cásseres, ex-futebolista venezuelano.
- 1978
  - Nicole Scherzinger, cantora estadunidense.
  - Lorgio Álvarez, ex-futebolista boliviano.
  - Paulo Lopes, ex-futebolista português.
  - Steve Savidan, ex-futebolista francês.
- 1979
  - Artur Avila, matemático brasileiro.
  - Liliana Castro, atriz brasileira.
  - Yehuda Levi, ator e modelo israelense.
- 1980
  - Georgia Brown, cantora brasileira.
  - Martin Truex Jr., automobilista norte-americano.
- 1981
  - Maria Maya, atriz brasileira.
  - Pablo Giménez, ex-futebolista paraguaio.
- 1982
  - Giancarlo Maldonado, ex-futebolista venezuelano.
  - Lily Rabe, atriz norte-americana.
  - Colin Jost, ator e roteirista norte-americano.
- 1983 — Ilya Yashin, político russo.
- 1984
  - Satrio Hermanto, automobilista indonésio.
  - Christopher Egan, ator australiano.
  - Emil Hallfreðsson, ex-futebolista islandês.
- 1985
  - Danny Morais, ex-futebolista brasileiro.
  - Fernanda Berti, jogaora de vôlei de praia brasileira.
- 1986
  - Serena Deeb, lutadora profissional norte-americana.
  - Edward Maya, DJ, músico e produtor musical romeno.
  - José Manuel Jurado, ex-futebolista espanhol.
  - Flávio Caça-Rato, futebolista brasileiro.
- 1987
  - Ana Free, cantora portuguesa.
  - Pedro Leonardo, músico e ator brasileiro.
- 1988
  - Éver Banega, futebolista argentino.
  - Adrian Mannarino, tenista francês.
  - Elnur Mammadli, ex-judoca azeri.
  - Troy Deeney, futebolista britânico.
- 1989 — Jimmie Rivera, lutador norte-americano de artes marciais mistas.
- 1990
  - Laura Vargas Koch, judoca alemã.
  - Yann M'Vila, futebolista francês.
  - Serdar Annaorazov, futebolista turcomeno.
- 1991
  - Addison Timlin, atriz norte-americana.
  - Kawhi Leonard, jogador de basquete norte-americano.
  - Jason Davidson, futebolista australiano.
- 1992
  - Rose Namajunas, lutadora norte-americana de artes marciais mistas.
  - Adam G. Sevani, ator e dançarino norte-americano.
  - Diamond Dixon, velocista norte-americana.
  - Gabriela Medvedovski, atriz brasileira.
- 1993
  - Harrison Gilbertson, ator australiano.
  - Oliver Tree, ator, cantor e produtor musical norte-americano.
- 1994
  - Camila Mendes, atriz norte-americana.
  - Leandro Paredes, futebolista argentino.
- 1995
  - Nicholas Latifi, ex-automobilista canadense.
  - Eldor Shomurodov, futebolista uzbeque.
  - João Paulo Silva Martins, futebolista brasileiro.
  - Grag Queen, cantor, compositor e drag queen brasileiro.
- 1997 — Rolando Mandragora, futebolista italiano.
- 1998 — Eberechi Eze, futebolista britânico.
- 2000
  - Christian Rasmussen, automobilista dinamarquês.
  - Ivan Giryov, nadador russo.

### Século XXI
- 2001
  - Justin Champagnie, jogador de basquete norte-americano.
  - Julian Champagnie, jogador de basquete norte-americano.
- 2003 — Jude Bellingham, futebolista britânico.

## Mortes

### Anteriores ao século XIX
- 0067
  - São Pedro, apóstolo de Jesus Cristo e primeiro papa (n. 1 a.C.).
  - Paulo de Tarso (São Paulo), apóstolo do Cristianismo (n. 5).
- 0226 — Cao Pi, primeiro imperador de Cao Wei (n. 187).
- 1059 — Bernardo II da Saxónia, duque da Saxônia (n. 995).
- 1149 — Raimundo de Poitiers, militar francês (n.1115).
- 1252 — Abel da Dinamarca, duque de Eslésvico e rei da Dinamarca (n. 1218).
- 1344 — Joana de Saboia, Duquesa da Bretanha (n. 1310)
- 1432 — Januário de Chipre, rei do Chipre (n. 1375).
- 1509 — Margarida Beaufort, nobre inglesa (n. 1443).
- 1515 — Contessina de Médici, nobre italiana (n. 1478).
- 1520 — Moctezuma II, governante do povo asteca (n. 1466).
- 1626 — Scipione Cobelluzzi, cardeal e arquivista católico (n. 1564).
- 1725 — Arai Hakuseki, acadêmico e político japonês (n. 1657).
- 1726 – Adelhida Talbot, Duquesa de Shrewsbury (n. 1660 ou 1680).

### Século XIX
- 1840 — Luciano Bonaparte, príncipe de Canino e Musignano e político francês (n. 1775).
- 1852 — Henry Clay, estadista e advogado norte-americano (n. 1777).
- 1860 — Thomas Addison, médico inglês (n. 1793).
- 1861 — Elizabeth Barrett Browning, poeta inglesa (n. 1806).
- 1875 — Fernando I da Áustria, imperador da Áustria e rei da Lombardia-Vêneto (n. 1793).
- 1895 — Thomas Henry Huxley, biólogo e filósofo inglês (n. 1825).

### Século XX
- 1930 — Camille Vidart, educadora, tradutora e ativista suíça (n. 1854).
- 1933 — Gunnar Vingren, missionário evangelista pentecostal sueco (n. 1879).
- 1940 — Paul Klee, pintor suíço (n. 1879).
- 1967
  - José Leitão de Barros, cineasta português (n. 1896).
  - Jayne Mansfield, atriz estadunidense (n. 1933).
- 1975 — Richard Loving, ativista norte-americano (n. 1933).
- 1984 — Jimmie Daniels, artista de cabaré, ator, modelo e dono de boate americano (n. 1907).
- 1986 — Robert Drivas, ator e diretor de teatro norte-americano (n. 1935).
- 1988 — Clóvis Graciano, pintor, desenhista, cenógrafo e ilustrador brasileiro (n. 1907).
- 2000 — Vittorio Gassman, ator italiano (n. 1922).

### Século XXI
- 2003 — Katharine Hepburn, atriz norte-americana (n. 1907).
- 2005 — Emídio Guerreiro, político português (n. 1899).
- 2011 — Stefano Gobbi, religioso italiano (n. 1930).
- 2013 — Jim Kelly, ator, artista marcial e jogador de tênis americano (n. 1946).
- 2017 — Paulo Nogueira, jornalista brasileiro (n. 1956).
- 2020 — Carl Reiner, ator estadunidense (n. 1922).
- 2023 — Alysson Paolinelli, agrônomo e político brasileiro (n. 1936)

## Feriados e eventos cíclicos

### Brasil
- Dia do Pescador
- Dia da Telefonista
- Dia do Chaveiro
- Dia do Papa
- Dia do Dublador
- Dia Nacional da Aviação de Segurança Pública

Feriado Municipal
- Feriado municipal em Petrópolis, Rio de Janeiro — dia do colono alemão

Feriados comemorativos da festa de São Pedro e São Paulo
- Feriado estadual
  - Estado de Alagoas
- Feriados municipais:

- Alto do Rodrigues, Rio Grande do Norte
- Boa Vista, Roraima
- Capinópolis, Minas Gerais
- Carapicuíba, São Paulo
- Cajazeiras, Paraíba
- Caririaçu, Ceará
- Conceição das Alagoas, Minas Gerais
- Divino, Minas Gerais
- Garibaldi, Rio Grande do Sul
- Guararapes, São Paulo
- Muriaé, Minas Gerais
- Matinhos, Paraná
- Pato Branco, Paraná
- Praia Grande, São Paulo
- Rio Grande, Rio Grande do Sul
- Rolândia, Paraná
- Santa Maria Madalena, Rio de Janeiro
- São João do Paraíso, Minas Gerais
- São Pedro, São Paulo
- São Pedro do Sul, Rio Grande do Sul
- Serra, Espírito Santo
- Teixeira de Freitas, Bahia
- Teófilo Otoni, Minas Gerais
- Viradouro, São Paulo
- Tupã, São Paulo
- Monte Azul Paulista, São Paulo
- Camocim, Ceará
- Paracambi, Rio de Janeiro

### Portugal
- Feriados municipais comemorativos da festa de São Pedro e São Paulo: Alfândega da Fé, Bombarral, Castro Daire, Castro Verde, Celorico de Basto, Évora, Felgueiras, Lajes do Pico, Macedo de Cavaleiros, Montijo, Penedono, Porto de Mós, Póvoa de Varzim, Ribeira Brava, Ribeira Grande, São Pedro do Sul, Seixal, Sintra.

### Cristianismo
- Cássio de Nárnia
- Maria de Jerusalém
- Pedro e Paulo

## Outros calendários
- No calendário romano era o 3.º dia (III) antes das calendas de julho.
- No calendário litúrgico tem a letra dominical E para o dia da semana.
- No calendário gregoriano a epacta do dia é .xxviii..